# Chemin de croix (film)
Pour plus de détails, voir Fiche technique et Distribution.
Chemin de croix (en allemand : Kreuzweg) est un film dramatique allemand réalisé par Dietrich Brüggemann et sorti en 2014.
Le film a été présenté en compétition en 2014 au 64e Festival international du film de Berlin où il a remporté l'Ours d'argent du meilleur scénario.

## Synopsis
Alors qu'elle se prépare activement pour sa confirmation, Maria, une adolescente de 14 ans vivant dans une famille catholique fondamentaliste devient de plus en plus pieuse. Apprenant les 14 stations du Chemin de croix que Jésus a emprunté pour se rendre sur le Golgotha, elle pense que c'est aussi ce qu'elle doit traverser pour atteindre le Ciel et potentiellement guérir l'autisme de son frère cadet.

## Fiche technique
- Titre original allemand : Kreuzweg
- Réalisation : Dietrich Brüggemann
- Genre : Drame religieux
- Production : Leif Alexis, Fabian Maubach, Jochen Laube, Peter Boudgoust, Frank Evers, Helge Neubronner, Cornelia Hammelmann, Gabriele Röthemeyer, Kirsten Niehuus, Elmar Giglinger, pour UFA, Cine Plus Filmproduktion, SWR Media Services, Arte Deutschland, MFG Medien- und Filmgesellschaft Baden-Württemberg, Medienboard Berlin-Brandenburg, Deutscher Filmförderfonds[1]
- Durée : 110 minutes
- Pays de production :  Allemagne
- Dates de sortie : 
  - Allemagne : 2014
  - France : 29 octobre 2014[1]

## Distribution
- Lea van Acken : Maria
- Franziska Weisz : la mère
- Klaus Michael Kamp : le père
- Lucie Aron : Bernadette
- Florian Stetter : père Weber
- Hanns Zischler : l'entrepreneur
- Birge Schade : la professeur de sport
- Ramin Yazdani : le médecin
- Moritz Knapp : Christian
- Georg Wesch : Thomas

## Distinctions

### Nominations et sélections
- AFI Fest 2014 : sélection « World Cinema »
- Berlinale 2014 : ours d'argent du meilleur scénario[2]